# Umweltanwaltschaft
Umweltanwaltschaften (auch Landesumweltanwaltschaften) nennt man in Österreich Institutionen, die eingerichtet wurden, um die öffentlichen Interessen am Umwelt- und Naturschutz in bestimmten Verwaltungsverfahren wahrzunehmen. Zudem sind die Umweltanwaltschaften Auskunfts- und Informationsstelle für Bürger in Umweltfragen und beziehen Stellung zu Gesetzesentwürfen.
Der Naturschutz liegt in Österreich laut Verfassung in der Kompetenz der Bundesländer, daher sind die Umweltanwaltschaften in jedem Bundesland etwas anders geregelt. In den meisten Ländern werden die Umweltanwälte von der Landesregierung bestellt und sind mehr oder weniger eng in die Verwaltung eingebunden. In Kärnten werden die Aufgaben der Umweltanwaltschaft von einem ehrenamtlichen Beirat wahrgenommen, in Vorarlberg wird der Umweltanwalt (dort Naturschutzanwalt genannt) von anerkannten Umweltorganisationen gewählt.
Die Rechtsstellung ist ebenfalls unterschiedlich: Mit Ausnahme von Tirol und Vorarlberg können die Umweltanwälte gegen alle Entscheidungen der Behörden Berufung erheben.
Auch in einigen bundesgesetzlichen Materien sind die Umweltanwaltschaften verankert, vor allem im Gesetz über die Prüfung der Umweltverträglichkeit (UVP-G) und im Abfallwirtschaftsgesetz.